# Dąbrówka (Lubaczów)
Pour les articles homonymes, voir Dąbrówka.
Dąbrówka est une localité polonaise de la gmina de Cieszanów, située dans le powiat de Lubaczów en voïvodie des Basses-Carpates.